# Balta stylata
Balta stylata är en kackerlacksart som beskrevs av Morgan Hebard 1943. Balta stylata ingår i släktet Balta och familjen småkackerlackor. Inga underarter finns listade.